# Alec Benjamin
Alec Shane Benjamin, född 28 maj 1994 i Phoenix i Arizona, är en amerikansk sångare, låtskrivare och musiker. Hans största genombrott kom under år 2018, då han släppte låten "Let Me Down Slowly", som senare även kom att få en duettversion tillsammans med Alessia Cara, under början av 2019. Denna låt har hamnat på topp 40-listorna i över tjugofem länder, samt fått 1,7 miljarder streams på Spotify, detta från 2023 års decemberräkning.
Alec Benjamin har vid tidigare tillfällen nämnt artister som Eminem, John Mayer, Jason Mraz, Paul Simon, Joe Avneri och Chris Martin, som sina största influenser och förebilder. Han har också uttryckt sin beundran över andra artister och singer-songwriters, såsom Kendrick Lamar, Joni Mitchell, Leonard Cohen, Carole King och Jackson Browne.